# John Greenhalgh
John Greenhalgh (Brandlesome Hall, village de Bury, Lancashire (aujourd'hui dans le Grand Manchester),1597 – Malew, île de Man, 19 septembre 1651), (esq.), est un homme politique anglais qui fut gouverneur de l'île de Man de 1642 à 1651.

## Biographie
Né à Bury (comté du Lancashire) en 1597, John Greenhalgh est le fils de Thomas Greenhalgh (esquire) et de Mary Holte. Il perd son père en 1599 et sa mère se remarie, avec sir Richard Assheton, un chevalier de Middleton, qui lui assure une bonne éducation et lui permet notamment de voyager à l'étranger.
En 1616, à la mort de son grand-père, Greenhalgh devient propriétaire du domaine de Brandlesome, à la tête duquel il se révèle un bon gestionnaire. Il exerce la fonction de député-lieutenant  du Lancastre et mène parallèlement une carrière militaire. Il devient gouverneur de l'île de Man à une époque où celle-ci est marquée par de graves révoltes qui ont conduit à la destitution et à l'emprisonnement du précédent gouverneur, Edward Christian. James Stanley, comte de Derby et seigneur de l'île de Man voit en lui un « gentleman bien né ». Dans son livre Histoire et antiquités de l'île de Man, il écrit à son sujet : 
« Où qu'il se trouvât, il faisait un bon service pour son roi et son pays. Et avec une bonne réputation. Il gouvernait bien ses propres affaires. Il était donc le plus qualifié pour gouverner les miennes. Il avait été approuvé vaillant et est pour cette raison le plus qualifié pour obtenir votre confiance. Il est tel que je remercie Dieu pour lui. Et je vous charge de l'aimer et de le chérir. »
On prête à Greenhalgh l'introduction des fours à chaux sur l'île de Man.